# Edwina Alexander
Edwina Tops-Alexander est une cavalière internationale de saut d'obstacles australienne, vainqueur de Global Champions Tour en 2011 et 2012.
Installée dans le Top 10 mondial depuis plus de 4 ans, elle occupe le 6 septembre 2017 la 37e place de la FEI Longines Ranking List (deuxième meilleure cavalière du monde).

## Biographie

### Jeunesse et formation
Edwina Alexander est née le 29 mars 1974 à Sydney, en Australie. Benjamine d'une fratrie de quatre enfants, elle découvre l'équitation à 8 ans grâce à Bo Jangles, le poney de son voisin. Elle s'inscrit ensuite dans un centre équestre avec sa sœur et débute les compétitions avec Brandy, un vieux poney acheté par ses parents. Edwina affectionne particulièrement les épreuves de "hacking" où l'allure du cavalier et le modèle du cheval sont jugés. À 13 ans, elle remporte avec Brandy la "Jamboree", une compétition sur 3 jours qui réunit tous les jeunes cavaliers de Nouvelle-Galles du Sud. À 15 ans, elle achète deux chevaux, Spot et Baxters Doro, qu'elle décrit comme « les pires de toute sa vie ». En effet, ils n'obtiennent aucun résultat en compétition en trois ans. Edwina décide donc de les vendre et se compose une écurie de cinq chevaux compétents. Elle progresse rapidement, et à 18 ans, elle s'inscrit aux Championnats d'Australie Jeunes Cavaliers. Elle remporte le Championnat avec Players, un hongre de 5 ans. Elle poursuivit sa scolarité avec des études d'éducation physique et sportive, qui lui permettent d'avoir du temps pour l'équitation. À 21 ans, elle devient professeur de fitness. En 1996, elle participe à sa première compétition internationale, l'International Horse Show d'Hong Kong, qu'elle remporte avec un cheval prêté sur place. À 24 ans, consciente qu'elle ne pourrait plus progresser en Australie, elle décide de partir en Europe avec l'un de ses chevaux Mister Dundee.

### 1998 - 2006: Arrivée en Europe
Elle s'installe en Belgique chez des amis néo-zélandais, et grâce à ses bons résultats, elle intègre les écuries du Belge Ludo Philippaerts. Il lui achète Jozita, une jument de 9 ans, avec qui Edwina obtient la 3e place du Grand Prix de La Baule en 2001. Elle crée ensuite "Equizone", sa propre société de commerce de chevaux. En 2002, on lui confie une jument nommée Quelle Dame avec laquelle elle participe aux championnats du monde à Jerez, en Espagne. Lors de ses Championnats elle retrouve Jan Tops, un membre de l'équipe néerlandaise qu'elle avait déjà rencontré lors de son arrivée en Europe. Quatre mois plus tard, elle s'installe dans les écuries de Jan à Valkenswaard et se consacre presque exclusivement à sa société "Equizone". En 2005, il lui achète Pialotta, une très bonne jument anciennement montée par Rolf-Göran Bengtsson. En août de cette même année, elles remportent ensemble le Grand Prix 5* de Valkenswaard. En 2006, c'est avec Pialotta qu'elle participe à ses deuxièmes championnats du monde à Aix-la-Chapelle. Elle remporte la demi-finale, et se qualifie pour la Finale Tournante à quatre, où elle termine dernière. Edwina est déçue par cette quatrième place, mais ces Championnats lui permettent de se faire un nom en Europe et d'intégrer l'élite mondiale du saut d'obstacles.

### 2007 - 2013: Top 10 mondial et arrivée d'Itot du Château
Elle récupère ensuite Socrates, qui était monté par Steve Guerdat, alors cavalier des écuries Tops. Elle gagne avec lui le Grand Prix 5* de Zurich. Le 31 décembre 2007, Jan lui achète Itot du Château, un selle français qui a commencé sa carrière avec Michel Hécart. Après une 2e place dans le Global Champions Tour de Cannes, elle se qualifie pour les Jeux olympiques de Hong Kong avec Itot. L'équipe australienne termine 7e, et Edwina 9e en individuel. En 2009, les résultats se multiplient, leurs victoires dans les Grand Prix de Bruxelles, Londres et Valkenswaard font d'Edwina et Itot un couple mondialement connu. Les années 2010 et 2011 sont toutes aussi riches en victoire, dans le Global Champions Tour de Cannes et de Chantilly. En septembre 2011, Edwina et Jan se marient à Monaco, et elle choisit pour témoin son amie Charlotte Casiraghi. En novembre, elle remporte le Global Champions Tour 2011. Début 2011, elle change le nom de Vleut, un nouvel étalon prometteur, pour Guccio. En effet, depuis plusieurs années, Edwina a signé un partenariat avec la célèbre maison Gucci qui lui a créé une ligne de vêtements d'équitation. Aux Jeux olympiques de Londres en août 2012, après une dixième place par équipe, elle termine 20e en individuel avec Itot.
En septembre 2012, Itot termine 3e du Global Champions Tour de Lausanne. Ces nombreux classements permettent à Edwina de remporter pour la deuxième année consécutive le circuit du Global Champions Tour fin novembre. En décembre, elle remporte le Grand Prix Coupe du monde de Genève avec Itot.
En mai 2013, Edwina prend la deuxième place du Grand Prix du Global Champions Tour de Wiesbaden avec Itot, maintenant âgé de 17 ans. Afin d'assurer la relève de ce-dernier, Jan Tops achète en septembre le Selle français Palloubet d'Halong et le confie à sa femme Edwina. Jusqu'alors monté par la Suissesse Janika Sprunger, l'étalon a été vendu pour plus de 10 millions d'euros,. Pour la saison indoor, la cavalière australienne peut également compter sur son BWP Ego van Orti, qui se classe 6e puis 7e lors des Grands Prix Coupe du monde d'Helsinki et Vérone en octobre 2013.

### Jeux olympiques de 2024
Elle est sélectionnée parmi l'équipe australienne de saut d'obstacles pour une participation aux Jeux olympiques d'été de 2024 avec Hilary Scott (en) et Thaisa Erwin, formant la toute première équipe d'équitation australienne entièrement féminine lors d'une édition des Jeux olympiques.

### Vie privée
Le 28 mars 2017, Edwina annonce une pause dans sa carrière pour mettre au monde son premier enfant à 44 ans. Elle accouche le 31 juillet 2017 à Monaco d'une petite fille nommé Chloé Cornelia Jennifer Tops.

## Palmarès
Ses principaux résultats en compétitions et championnats :
- 1987 : Vainqueur de la "Jamboree" avec Brandy
- 1996 : 
  - Championne d'Australie Jeunes Cavaliers avec Players
  - Vainqueur du Grand Prix de Hong Kong (Chine)
- 1997 : Vainqueur des "Australian Speed Championshops" avec Samsara
- 2001 : Vainqueur du Grand Prix de La Baule avec Quelle Dame
- 2005 : Vainqueur du Grand Prix du CSI-5* de Valkenswaard (Pays-Bas) avec Pialotta
- 2006 : 
  - 4e en individuel aux Jeux Équestres Mondiaux d'Aix-la-Chapelle (Allemagne) avec Pialotta

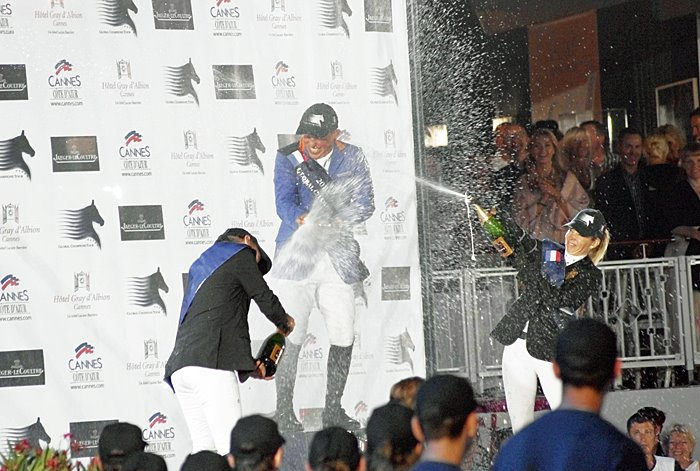
Podium du Global Champions Tour de Cannes (juin 2012).

  - Vainqueur du Grand Prix Coupe du monde de Stuttgart (Allemagne) avec Pialotta
  - 2e du Grand Prix Global Champions Tour d'Estoril (Portugal) avec Pialotta
- 2008 : 
  - Vainqueur du Grand Prix du CSI-5* de Bruxelles (Belgique) avec Socrates
  - Vainqueur du Grand Prix Coupe du monde du CSI-5* de Londres-Olympia avec Socrates
  - Vainqueur du Grand Prix Coupe du monde du CSI-5* de Stuttgart(Allemagne) avec Socrates
  - 9e en individuel aux Jeux olympiques de Hong Kong (Chine) avec Cevo Itot du Château
- 2009 : 
  - Vainqueur du Grand Prix Coupe du monde  du CSI-5* de Göteborg (Suède) avec Socrates
  - Vainqueur du Grand Prix Global Champions Tour de Valkenswaard (Pays-Bas) avec Itot du Château
  - 1re au classement général du Global Champions Tour et 7e de la Finale du circuit à Doha
- 2010 : 
  - 2e du Grand Prix Coupe du monde du CSI-5* de Leipzig (Allemagne) avec Itot du Château
  - Vainqueur du Grand Prix Coupe du monde du CSI-5* de Vigo en Espagne avec Socrates
  - 2e du Grand Prix Global Champions Tour de Hambourg (Allemagne) avec Itot du Château
  - Vainqueur du Grand Prix Global Champions Tour de Cannes avec Itot du Château
  - 3e au classement général du Global Champions Tour
- 2011 : 
  - Vainqueur des Equita'Masters lors du CSI-5* d'Equita'Lyon avec Vleut
  - 3e du Grand Prix Coupe du monde du CSI-5* de Zurich (Suisse) avec Itot du ChâteauPodium du Global Champions Tour de Cannes (juin 2012).
  - 2e du Grand Prix Coupe du monde du CSI-5* de Göteborg (Suède) avec Ciske van Overis
  - Vainqueur du Grand Prix Global Champions Tour de Cannes et de Chantilly avec Itot du Château
  - Vainqueur du Global Champions Tour 2011
- 2012 :
  - 3e du Grand Prix Coupe du monde du CSI-5* de Zurich (Suisse) avec Itot du Château
  - 2e du Grand Prix Coupe du monde du CSI-5* de Bordeaux avec Itot du Château
  - Vainqueur du Grand Prix Global Champions Tour de Doha (Qatar) avec Itot du Château
  - 3e du Grand Prix Global Champions Tour de Cannes et de Lausanne avec Itot du Château
  - Vainqueur du Global Champions Tour 2012
  - 2e de la 12e Finale du Top Ten IJRC Rolex avec Itot du Château", lors du CSIW-5* de Genève 
  - Vainqueur du Grand Prix Coupe du Monde du CSIW-5* de Genève avec Itot du Château
- 2013 :
  - 2e du Grand Prix Coupe du Monde du CSIW-5* de Bois-le-Duc avec Itot du Château 
  - 3e de la Gucci Gold Cup avec Guccio lors des Hong Kong Masters
  - 2e du Grand Prix du Global Champions Tour de Wiesbaden avec Itot du Château